# Copella
Copella is een geslacht van straalvinnige vissen uit de familie van de slankzalmen (Lebiasinidae).

## Soorten
- Copella arnoldi (Regan, 1912) – Spatzalm
- Copella carsevennensis (Regan, 1912)
- Copella compta (Myers, 1927)
- Copella eigenmanni (Regan, 1912)
- Copella meinkeni Zarske & Géry, 2006
- Copella metae (Eigenmann, 1914)
- Copella nattereri (Steindachner, 1876)
- Copella nigrofasciata (Meinken, 1952)
- Copella vilmae Géry, 1963